# Ernest Bircher
Ernest Augustus Paul Bircher (* 11. Dezember 1928 in Kensington; † 6. Oktober 2019) war ein britischer Ruderer und Olympiazweiter im Achter.
Bei den Olympischen Spielen 1948 in London war Bircher Mitglied des britischen Achters, der sich mit Siegen im Vorlauf und im Halbfinale für das Finale qualifizierte. Christopher Barton, Michael Lapage, Guy Richardson, Ernest Bircher, Paul Massey, Charles Lloyd, David Meyrick, Alfred Mellows und Steuermann Jack Dearlove erreichten das Ziel im Finale mit zehn Sekunden Rückstand auf den US-Achter, hatten aber drei Sekunden Vorsprung vor den drittplatzierten Norwegern.
Ernest Bircher gewann 1948, 1949 und 1950 mit dem Boot der University of Cambridge beim Boat Race. 1953 siegte er mit dem Achter des Leander Club bei der Henley Royal Regatta. 